# Tehom

Concepção hebraica primitiva do cosmos. O firmamento, o sheol e o tehom são representados

Tehom (em hebraico:  תְּהוֹם), era o oceano cósmico da cosmologia bíblica, que cobria a Terra até que Deus criou o firmamento para dividi-la em porções superior e inferior e revelar a terra seca. O mundo tem sido protegido do oceano cósmico desde então pela sólida cúpula do firmamento

## Origens
Tehom é um cognato da palavra acadiana tamtu e ugarítico t-h-m que têm significado semelhante. Como tal, foi equiparado ao antigo Tiamate sumério. Em árabe moderno, Tihamah refere-se a uma planície costeira do Mar Vermelho.
Robert R. Stieglitz afirmou que os textos eblaíticos demonstram a equação da deusa Berouth na mitologia de Sanconíaton com ugarítico thmt e acadiano Tiâmat, através do nome b'rôt ("fontes").
O assiriologista Heinrich Zimmern escreve em seu estudo comparativo dos mitos da criação babilônico e hebraico:

De acordo com ambas as tradições antes da criação, tudo era água. O abismo é personificado como um terrível monstro, que na versão babilônica leva o nome de "Tihamat", correspondente ao hebraico "Tehom", usado como a expressão técnica para o oceano primordial. A palavra hebraica é empregada sem o artigo, como um nome próprio, indicando assim que na tradição israelita também representava originalmente algum ser mitológico.

## Gnosticismo
Os gnósticos usaram este texto para propor que o Deus criador original, chamado de "Pléroma" ou "Bythós" (do grego, significa "Profundo") pré-existia Elohim, e deu origem a tais divindades e espíritos posteriores por meio de emanações, progressivamente mais distantes e afastadas da forma original.
Na cosmologia Mandeana, o Mar de Sulu (ou Mar de Sup) é um mar primordial no Mundo das Trevas.